# Championnat de Chypre de football 1987-1988
Navigation
Saison précédente Saison suivante
La saison 1987-1988 du Championnat de Chypre de football était la 50e édition officielle du championnat de première division à Chypre. Les seize meilleurs clubs du pays se retrouvent au sein d'une poule unique, la Cypriot First Division, où ils s'affrontent 2 fois, à domicile et à l'extérieur. En fin de saison, pour permettre le passage du championnat de 16 à 14 clubs sur 2 ans, les 3 derniers du classement sont relégués et remplacés par les 2 meilleurs clubs de D2.
Cette saison, c'est le Pezoporikos Larnaca qui remporte le titre, en terminant en tête du championnat, un point devant l'APOEL Nicosie et 11 points devant le tenant du titre l'Omonia Nicosie. C'est le 2e titre de champion du Pezoporikos. L'Omonia se console de la perte de son titre en remportant une nouvelle Coupe de Chypre.

## Les 16 clubs participants
| - AEL Limassol - APOP Paphos - EPA Larnaca - Nea Salamina Famagouste - Omonia Nicosie - APOEL Nicosie - Olympiakos Nicosie - APEP Pitsilia - Promu de D2 | - Pezoporikos Larnaca - Anorthosis Famagouste - Aris Limassol - Apollon Limassol - EN Paralimni - Alki Larnaca - Anagennisis Dherynia - Promu de D2 - Ethnikos Achna |

## Compétition

### Classement
Le barème utilisé pour établir le classement est le suivant :
- Victoire : 2 points
- Match nul : 1 point
- Défaite : 0 point

| Rang | Équipe                 | Pts | J  | G  | N  | P  | Bp | Bc | Diff |
| ---- | ---------------------- | --- | -- | -- | -- | -- | -- | -- | ---- |
| 1    | Pezoporikos Larnaca    | 48  | 30 | 19 | 10 | 1  | 56 | 20 | +36  |
| 2    | APOEL Nicosie          | 47  | 30 | 22 | 3  | 5  | 66 | 23 | +43  |
| 3    | Omonia Nicosie T C     | 37  | 30 | 15 | 7  | 8  | 59 | 32 | +27  |
| 4    | EN Paralimni           | 36  | 30 | 14 | 8  | 8  | 44 | 38 | +6   |
| 5    | Apollon Limassol       | 35  | 30 | 13 | 9  | 8  | 46 | 24 | +22  |
| 6    | AEL Limassol           | 35  | 30 | 15 | 5  | 10 | 46 | 33 | +13  |
| 7    | Nea Salamina           | 33  | 30 | 14 | 5  | 11 | 43 | 34 | +9   |
| 8    | Anorthosis Famagouste  | 30  | 30 | 9  | 12 | 9  | 36 | 36 | 0    |
| 9    | EPA Larnaca            | 27  | 30 | 10 | 7  | 13 | 37 | 43 | -6   |
| 10   | APOP Paphos            | 26  | 30 | 9  | 8  | 13 | 31 | 34 | -3   |
| 11   | Aris Limassol          | 26  | 30 | 10 | 6  | 14 | 49 | 54 | -5   |
| 12   | Olympiakos Nicosie     | 25  | 30 | 9  | 7  | 14 | 32 | 48 | -16  |
| 13   | Ethnikos Achna         | 23  | 30 | 5  | 13 | 12 | 27 | 44 | -17  |
| 14   | APEP Pitsilia P        | 19  | 30 | 5  | 9  | 16 | 23 | 54 | -31  |
| 15   | Alki Larnaca           | 17  | 30 | 4  | 9  | 17 | 27 | 63 | -36  |
| 16   | Anagennisis Dherynia P | 16  | 30 | 5  | 6  | 19 | 26 | 68 | -42  |

|  | Qualification pour la Coupe des clubs champions 1988-1989                              |
|  | Qualification pour la Coupe des Coupes 1988-1989                                       |
|  | Qualification pour la Coupe UEFA 1988-1989                                             |
|  | Relégation directe en deuxième division                                                |
|  | T : Tenant du titre C : Vainqueur de la Coupe de Chypre P : Promu de deuxième division |

## Bilan de la saison
| Championnat de Chypre de football 1987-1988 |                                                 |
| Champion                                    | Pezoporikos Larnaca (2e titre)                  |
| Coupes et trophées                          |                                                 |
| Vainqueur de la Coupe de Chypre 1987-1988   | Omonia Nicosie                                  |
| Qualifications continentales                |                                                 |
| Coupe des clubs champions 1988-1989         | Pezoporikos Larnaca                             |
| Coupe des Coupes 1988-1989                  | Omonia Nicosie                                  |
| Coupe UEFA 1988-1989                        | APOEL Nicosie                                   |
| Promotions et relégations                   |                                                 |
| Promus en Cypriot First Division            | Omonia Aradippou Keravnos Strovolos             |
| Relégués en Cypriot Second Division         | Alki Larnaca Anagennisis Dherynia APEP Pitsilia |